# 約瑟夫·尼塞福爾·涅普斯

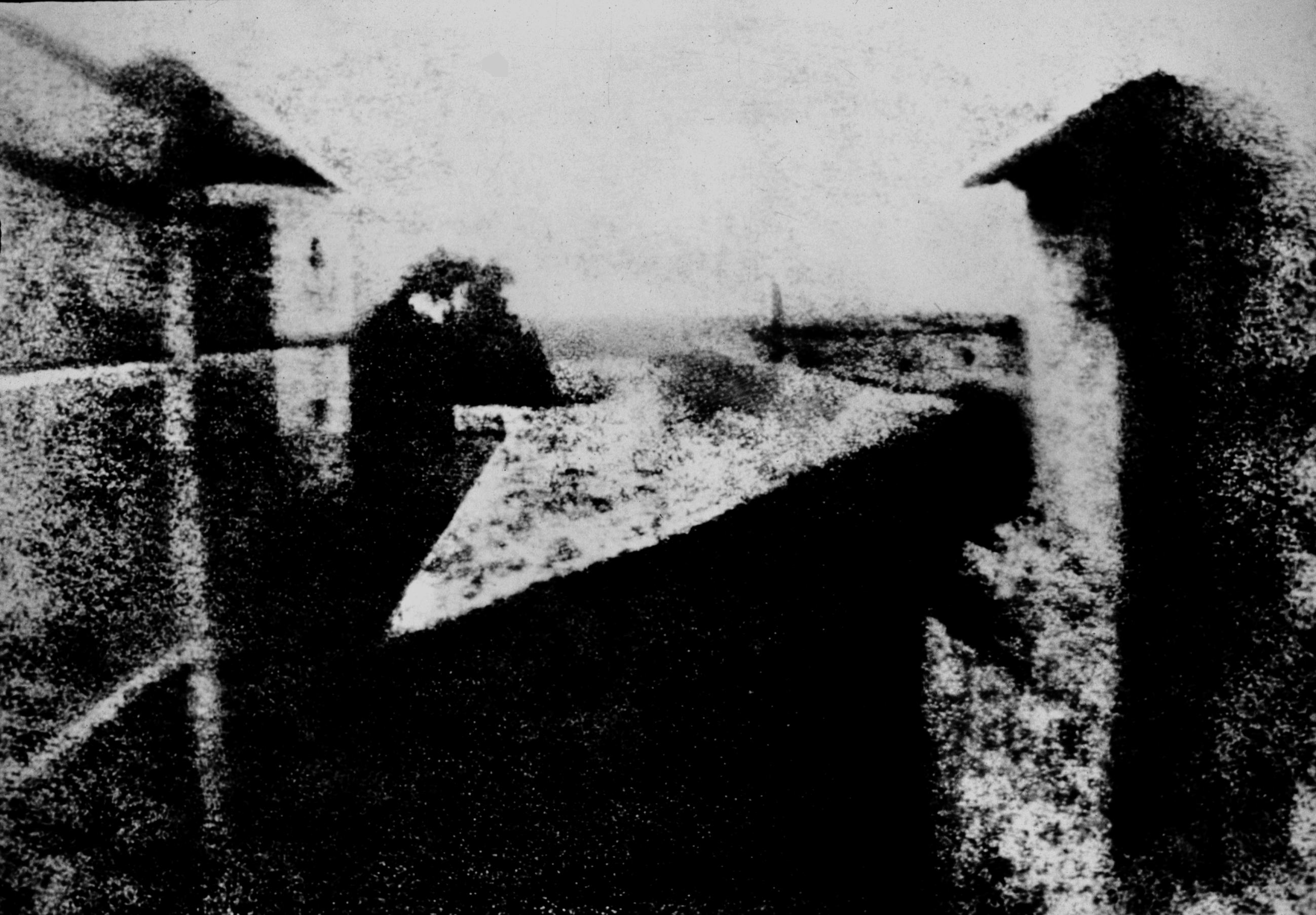
世上首张照片《窗外風景》

約瑟夫·尼塞福爾·涅普斯（1765年3月7日—1833年7月5日），法国发明家。現存最早的照片由法國人涅普斯在1826年拍攝的。但是现在全世界公认的摄影术的发明者却是法国的路易·达盖尔。
1825年，涅普斯委托法国光学仪器商人夏尔·舍瓦利耶为他的暗箱（camera obscura）制作光学镜片。并于1826年将其发明的感光材料放进暗箱，拍摄現存最早的照片。作品在其法国勃艮第的家里拍摄完成，並在其阁楼上的窗户邊拍摄，曝光时间超过8小时。1829年与路易·达盖尔达成伙伴关系，共同研究摄影术。1833年7月5日，涅普斯死于中风。1839年8月19日，法國政府買下攝影術專利。法国科学与艺术学院公開展示路易·达盖尔的銀版攝影法。達蓋爾獲得每年6000法朗的津貼，尼埃普斯的兒子也獲得每年4000法朗。